# John Lloyd Young
John Lloyd Mills Young (Sacramento, Californië, 4 juli 1975) is een Amerikaanse acteur en zanger.
In 2006 won hij de Tony Award voor de beste hoofdrolspeler in een musical voor zijn rol als Frankie Valli in Broadway's Jersey Boys, het verhaal over de band The Four Seasons. Young is eveneens de leadzanger op het album Jersey Boys (Original Broadway Cast Recording), dat met een Grammy Award werd onderscheiden en platina ontving van de Recording Industry Association of America.
Als solist bracht hij in 2012 het album My Turn uit, waarop hij een aantal r&b-hits uit de jaren zestig herinterpreteerde.
Young hernam zijn rol als Frankie Valli in de door Clint Eastwood geregisseerde verfilming van Jersey Boys (2014, Warner Brothers).

## Filmografie
- 2002: Law & Order (televisieserie; 1 afl.)
- 2004: Sangam (korte film)
- 2009: Oy Vey! My Son Is Gay!!
- 2009: Glee (televisieserie; 1 afl.)
- 2010: The Word Is Love (korte film)
- 2013: Vegas (televisieserie; 1 afl.)
- 2014: Jersey Boys

- Bibliothèque nationale de France: cb16940518t (data)
- Gemeinsame Normdatei: 105836894X
- International Standard Name Identifier: 0000 0004 4466 9849
- Library of Congress Control Number: no2006062175
- Nationale Bibliotheek van Tsjechië: xx0232987
- Nederlandse Thesaurus van Auteursnamen: 383669200
- Istituto Centrale per il Catalogo Unico: MODV657472
- Système universitaire de documentation: 182819884
- Virtual International Authority File: 311037230
- WorldCat: E39PBJxMmBTWtGVYFyGDddFR8C